# História do xintoísmo
A História do Xintoísmo reflecte o longo desenvolvimento desta religião japonesa, estendendo-se desde a antiguidade aos tempos actuais.

## O Xintoísmo antigo
As origens mais antigas do xintoísmo são desconhecidas, mas acredita-se que o que hoje é conhecido como xintoísmo começou a se formar provavelmente no período Jomon, entre -982 AC. Acredita-se que após as primeiras migrações do que viria a ser o povo japonês (também existem muitas dúvidas quanto a origem do povo japonês), as pessoas se estabeleceram em pequenas tribos, isoladas umas das outras, e cada qual possuía suas próprias divindades e ritos. Com a ascendência dos ancestrais do que viria a ser a família imperial japonesa (tradicionalmente considera-se que no Japão, de forma peculiar, houve uma única dinastia imperial até os dias atuais), as divindades cultuadas por este grupo, assim como seus ritos, passaram a ter certo destaque sobre os outros, apesar de muito das características regionalistas do xintoísmo ainda existirem - o que reforça esta ideia de uma religião primordialmente de caráter local.
O Xintoísmo antigo é aquele que era praticado no Japão antes de qualquer influência estrangeira. De origem animista, mas algo misteriosa, ele refletia uma crença e mentalidade que, em grande parte, continuam presentes na fé xintoísta. Este período, de formação e organização de crenças e de práticas, é extremamente obscuro, pelo fato de não existirem documentos escritos desta época. De facto, a escrita, de origem continental, seria aplicada no Japão apenas com o advento do Budismo. A única forma de aceder ao Xintoísmo antigo é através dos relatos históricos e mitológicos das escrituras, que reflectem tradições mais antigas, transmitidas oralmente.

## O aparecimento e a consolidação do Budismo
O Budismo foi introduzido no século VI e trouxe graves consequências para o Xintoísmo. Vindo da Coreia, apresentado ao imperador, o Budismo, apesar de algumas resistências iniciais, acabou por triunfar, tendo servido para a consolidação do poder imperial, com o apoio dos governantes locais.
Desde o início, o Budismo apareceu aos olhos de todos como uma religião mais evoluída e organizada, muito mais majestosa e detentora de códigos morais e rituais mais completos e complexos. Sob todos os aspectos, era mais atractivo e aparentemente com maior garantia de eficácia, pelo que o Xintoísmo, incapaz de lhe fazer frente, permaneceu subjugado por muito tempo. Foi nesse contexto que apareceram os escritos, como forma de fixar as tradições, antes que desaparecessem.
Apesar disto, a tendência geral, e mais conforme à mentalidade do Oriente, foi a de fundir as duas religiões, mas sob a égide do Budismo. Construíram-se estátuas de Buda em templos xintoístas, os monges budistas oficiavam nos templos tradicionais, liam-se sutras budistas diante do kami. Os kami foram integrados no universo budista, sendo considerados budas que assim se manifestavam de um modo mais apropriado aos japoneses. Verificou-se um intercâmbio de divindades, muitas vezes mutuamente identificadas. Foi o que se chamou o “Xintoísmo de duas faces”: um sincretismo que associava os dois tipos de divindades, mas em detrimento dos kami, que passaram a ser vistos como meras manifestações temporárias dos budas.
Durante longos séculos, o Budismo impôs a sua influência, sobrepondo-se à religião tradicional, que porém não desapareceu. Mesmo com a recuperação posterior do papel do Xintoísmo, e até aos nossos dias, o Budismo mantém uma influência determinante na religiosidade e na cultura japonesa. Para um japonês, não é contraditório seguir ambas as formas de religião. É o que acontece em muitos momentos da vida japonesa. Por exemplo, embora seja usual casar e inserir os filhos na sociedade através do Xintoísmo, os ritos funerários são realizados na sua esmagadora maioria em contexto budista.

## O renascimento do Xintoísmo
Face ao domínio duma religião estrangeira, o Budismo, desde logo vários pensadores e sacerdotes procuraram manter a dignidade e o papel desempenhado pela religião tradicional. Na Idade Média, vários destes pensadores fizeram uma união entre os dois tipos de divindades, mas em sentido contrário ao já referido: os budas eram na verdade kami encarnados, que assim deixavam o seu estado original para descerem à terra.
Nos sécs. XVI-XVII, viveu-se um momento de renascimento da cultura japonesa, com o consequente afastamento de influências estrangeiras. Foi nesta altura que se erradicou o Cristianismo, introduzido no Japão algum tempo antes pelos jesuítas portugueses. Apesar deste movimento, no entanto, o Budismo continuava a ter um papel preponderante na sociedade.
Apenas nos sécs. XVIII-XIX, com o trabalho de grandes teólogos, entre os quais Mabuchi (1697-1769), Motoori (1730-1801) e Hirata (1776-1843), se iniciou um movimento, conhecido por renascimento do Xintoísmo primitivo. Procurou-se, através do estudo acurado dos escritos e de investigações filológicas, reconstituir o Xintoísmo tal como era praticado na sua forma primitiva, antes de quaisquer influências estrangeiras, que, para aqueles estudiosos, apenas tinham corrompido a pureza original da religião e do próprio povo.  Realizou-se uma monumental exegese dos textos antigos, que passaram a ser vistos como detentores de um especial poder simbólico e espiritual, prova da superioridade do povo japonês em relação aos restantes povos do mundo.
Apesar de o Budismo não perder substancialmente o seu terreno, ficou agora relegado para segundo plano, a favor de uma tendência nacionalista que se afirmava, e que atingiria o seu ponto culminante no período seguinte.

## O Xintoísmo de Estado
As ideias nacionalistas de superioridade do povo japonês foram-se impondo, conduzindo a um movimento político de restauração do poder imperial, que centralizou o governo de todo o arquipélago, havia já muito tempo sujeito a uma grande diversidade de senhores feudais. O novo regime, centralizado, acabou por se concretizar em 1868, iniciando a chamada era Meiji. Este regime adoptou de imediato uma política de glorificação do Estado, congregando todos os sectores do país em torno da figura do imperador. Neste contexto, era necessário um sistema religioso que servisse também de apoio às intenções centralizadoras do Governo Imperial.
No âmbito da ideologia profundamente nacionalista da era Meiji, a escolha recaiu naturalmente sobre o Xintoísmo, já antes aclamado como a religião verdadeiramente original do povo japonês, considerado pelo regime como superior a todos os outros. Por isso, foi proclamada a separação absoluta entre Xintoísmo e Budismo, pondo fim a uma convivência pacífica de séculos. O Budismo foi mesmo perseguido, com monges humilhados e templos destruídos. Note-se, porém, que nunca se logrou uma verdadeira separação das duas religiões.
Criou-se então o chamado Xintoísmo de Estado, uma espécie de sacralização do Estado, ou melhor, laicização do Xintoísmo. De facto, o Xintoísmo foi despido do seu carácter religioso para se tornar um dever cívico de reverência ao Estado e ao imperador.
O culto do imperador foi, justamente, um elemento muito importante e próprio desta forma de Xintoísmo. Considerado descendente directo da deusa do Sol, Amaterasu, foram-lhe atribuídas honras divinas, sendo tido por um kami vivo. Muitos templos por todo o Japão foram-lhe dedicados, e o seu culto era uma obrigação para todos. Soberano celeste, sagrado e inviolável, o imperador era ao mesmo tempo o grande sacerdote da nação. Por esse facto, governação e culto foram considerados como sendo fundamentalmente a mesma coisa.
Desta forma praticado, o Xintoísmo, já não propriamente religioso, ficou sob a alçada directa do Estado, que controlava templos, sacerdotes e actos de culto. Os sacerdotes passaram a ser funcionários públicos assalariados, com pouca ou nenhuma preparação teológica.
Cortada desta forma a religiosidade popular na sua forma tradicional, tiveram de se encontrar contrapartidas. A carência de uma religião propriamente dita, segundo as crenças naturais do povo, foi compensada com o reconhecimento, nos sécs. XIX-XX, de uma série de seitas xintoístas, de carácter mais particular, e independentes da religião estatal.

## O Xintoísmo actual
O Xintoísmo de Estado permaneceu em vigor durante algumas décadas. Como expressão do nacionalismo japonês, exacerbou-se particularmente por ocasião da 2ª Guerra Mundial. Com a derrota do Japão, precipitou-se o seu processo de queda. Em 1946, foi proclamada a nova Constituição, pela qual o imperador foi destituído de todas as prerrogativas divinas e de todo o poder político, tornando-se apenas símbolo da unidade nacional. O Xintoísmo de Estado foi oficialmente abolido, pelo que os templos e os sacerdotes se tornaram independentes. Este facto veio a dar um novo alento ao Xintoísmo que, liberto das amarras do Estado, pôde recuperar o seu autêntico carácter religioso. Novos templos foram construídos, o culto reorganizou-se. É nesta situação que se permanece actualmente.
Como todas as sociedades, também a japonesa está a sofrer um progressivo avanço do secularismo, que se reflecte na religiosidade do povo. Seja como for, é certo que o Xintoísmo continua a impor-se como a religião tradicional dos japoneses.